# Панський палац у Нижанковичах
Па́нський пала́ц у Нижанко́вичах (інша назва — Палац пані Грім) — палац, побудований на межі ХІХ та ХХ століть, можливо в середині ХІХ століття. 

## Розташування
Розташований у Старосамбірському районі Львівської області, у північній частині смт Нижанковичі (у Заболотцях), серед старого парку, на пагорбі, що на лівому березі річки Залісся. 

## Історія
Історичних відомостей про палац і маєток (фільварок) залишилось дуже мало. Маєток з палацом належав польським магнатам Любомирським (як і багато інших маєтків по Україні). Проте пізніше пані Любомирська подарувала палац своєму родичу графу Потоцькому. Ліси, чарівна природа приваблювала його, і він часто приїжджав сюди на полювання. В свою чергу граф Потоцький подарував цей палац своїй коханці Анні Грім, австрійці за походженням. Прожила вона тут до початку Другої світової війни. Але з настанням війни виїхала у Відень. 
Територія була поділена на дві частини: верхня частина з палацом належала Анні Грім і нижня частина, яка належала іншим господарям, на якій був розташований фільварок, у якому працювало багато селян. Займалися вони сільським господарством, рільництвом і тваринництвом. 
Після смерті господарі фільварку були поховані у склепі, який зберігся до наших днів, але нині розташований на території Польщі за кілька десятків метрів від кордону. 
За легендою у палаці схований вхід до замку Гербуртів в Добромилі. 
У наш час в палаці Анни Грім розташована бібліотека Нижанковицького професійного ліцею, а в нижній частині маєтку, яка належала селянам, розташовані майстерні та гуртожитки ліцею.

## Галерея

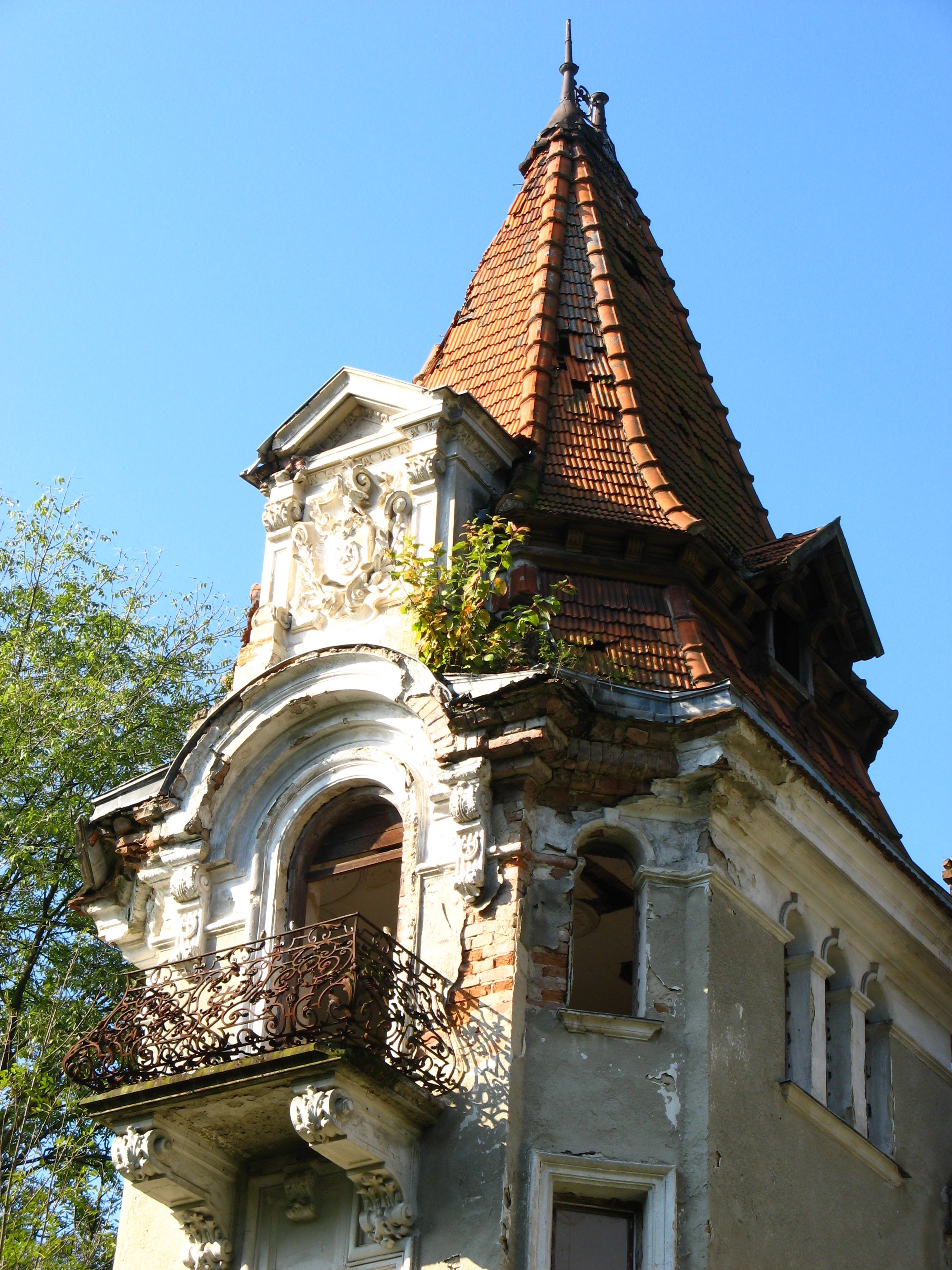
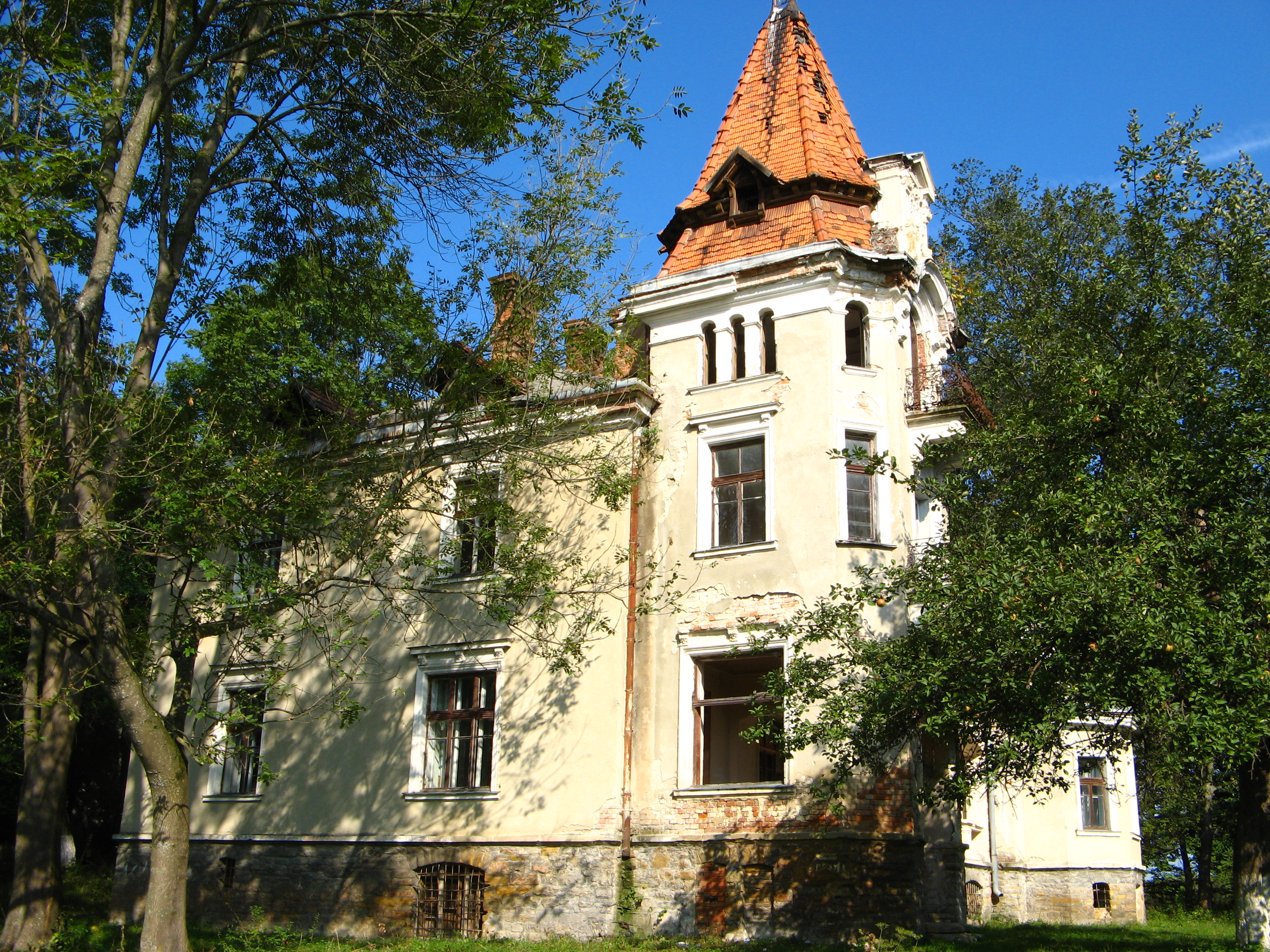
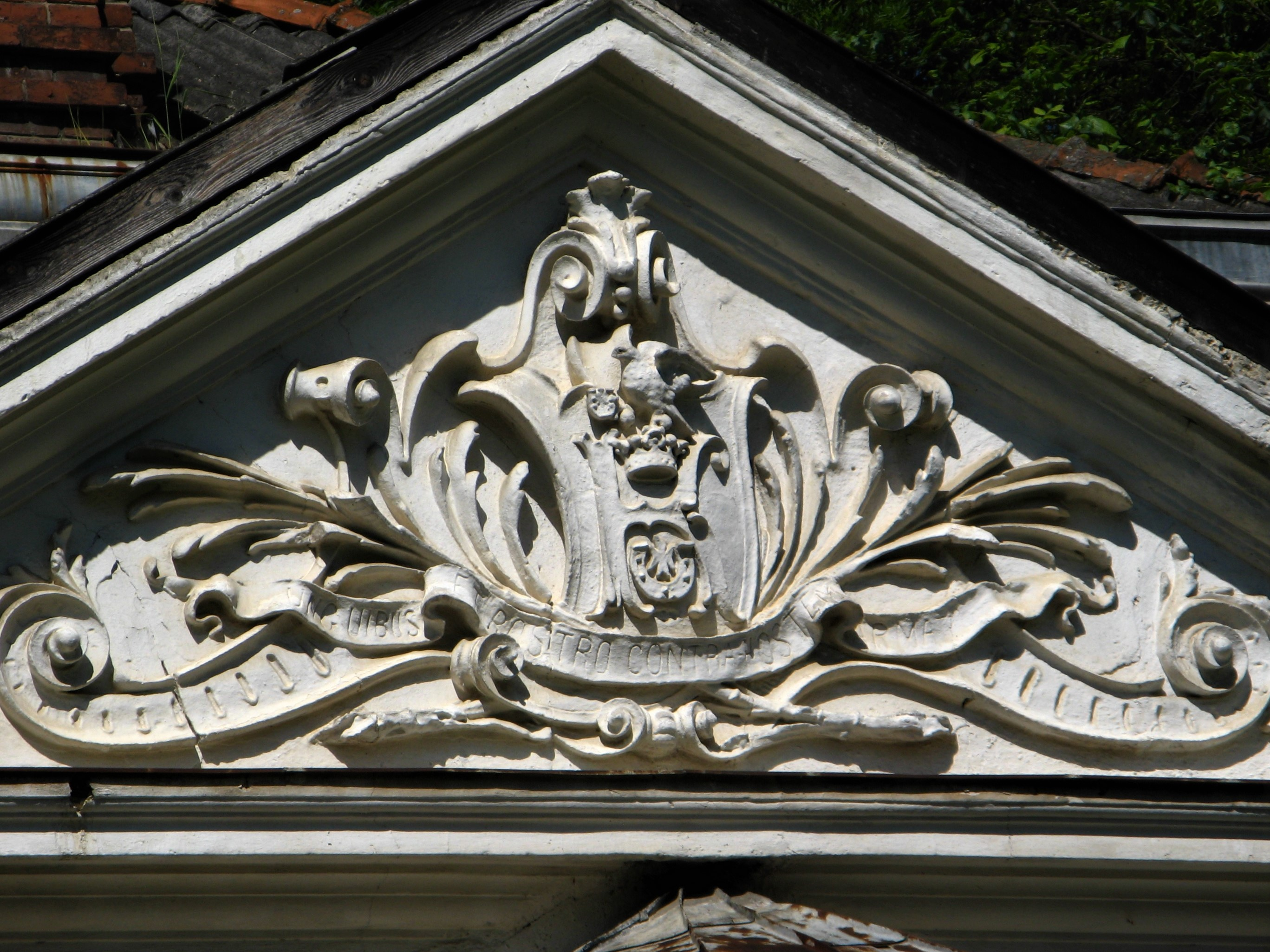

## Сучасний стан палацу
Загалом палац і парк перебувають у занедбаному стані та потребують реставрації. Проте на фронтоні і на башті палацу досі чітко видно родинний герб власників — корона, на якій сидить яструб, та підкова.